# Категориальное восприятие
Категориальное восприятие  — это особенность или, точнее, стадия формирования наглядных образов, на которой конкретные наглядные образы отождествляются с определённым классом объектов, имеющим определённое значение. Категориальное восприятие(КВ) — феномен человеческого сознания, проявляющийся в том, что категории, имеющиеся у человека влияют на его восприятие.
Оксфордский толковый словарь дает следующее определение: категориальное восприятие -восприятие отдельных стимулов скорее как принадлежащих к определенному классу стимулов, чем как уникальных, идентифицируемых событий (или вещей). К примеру, различные виды и ракурсы одного и того же лица будут отнесены к одному объекту то есть лицу.
Категориальное восприятие может быть, как врожденным, так и приобретенным. Изначально, КВ относили только к вопросам речи и различения цветов, однако роль категориального восприятия более обширна. КВ играет роль в том, как нейронные сети обнаруживают и выделяют черты, позволяющие относить вещи к тому или иному классу.
Местом локализации фонетической и, возможно, других типов категоризации считается область в левой префронтальной коре мозга.
Один из главных вопросов в современной когнитивной нейрофизиологии — это то, каким образом нейронные системы мозга задействованы в подобном многозначном отборе.

## Категоризация
Категория или вид, представляет собой совокупность вещей. Принадлежность к категории может быть либо по полному соответствию, как например «птица»: существо/вещь или точно птица, или точно не птица, пингвин- на 100 % птица, собака на 100 % не-птица. Такую категорию мы бы назвали «категорической». Либо же принадлежность к категории может быть относительной, то есть категория предмета зависит от того, с чем этот предмет сравнивается (степень принадлежности соответствует некоторой удаленной точке вдоль континуума). Такая категория будет называться «сплошной» или «непрерывной». Контекст будет играть в этом случае значимую роль: например, слоны сравнительно большие в контексте животного мира, но сравнительно маленькие, если включит в контекст небесные тела (звезды, планеты и т. д.
Многие категории, однако, относятся именно к сенсорно-моторным (то есть категориям вещей, которые можно увидеть и потрогать) и являются смесью: с одной стороны, категорического на бытовом уровне, но непрерывного на более микроскопическом уровне. Примером такой двойственности являются категории цвета: если смотреть на красный сегмент цветового спектра, то самый его центр будет именно красного цвета, а не жёлтого, хотя в оранжевом сегменте красный и жёлтый — это всего лишь оттенки, зависящие от того, с чем сравнивать.
Помимо различных видов категорий выделяется два механизма отнесения объекта к той или иной категории. Первый — категоризация по признаку. Объекты, обладающие схожими признаками и чертами будут отнесены к одной категории. Второй механизм- категоризация по эталону: все объекты, соответствующие эталону, будут отнесены к той же категории, что и он.
Некоторые ученые придерживаются мнения, что категориальное восприятие является основой познания, объясняя это тем, что ориентируясь в мире, человек относит предметы, окружающие его, к разным категориям, тем самым создавая свою картину мира и личное представление о нём.